# Швабахер

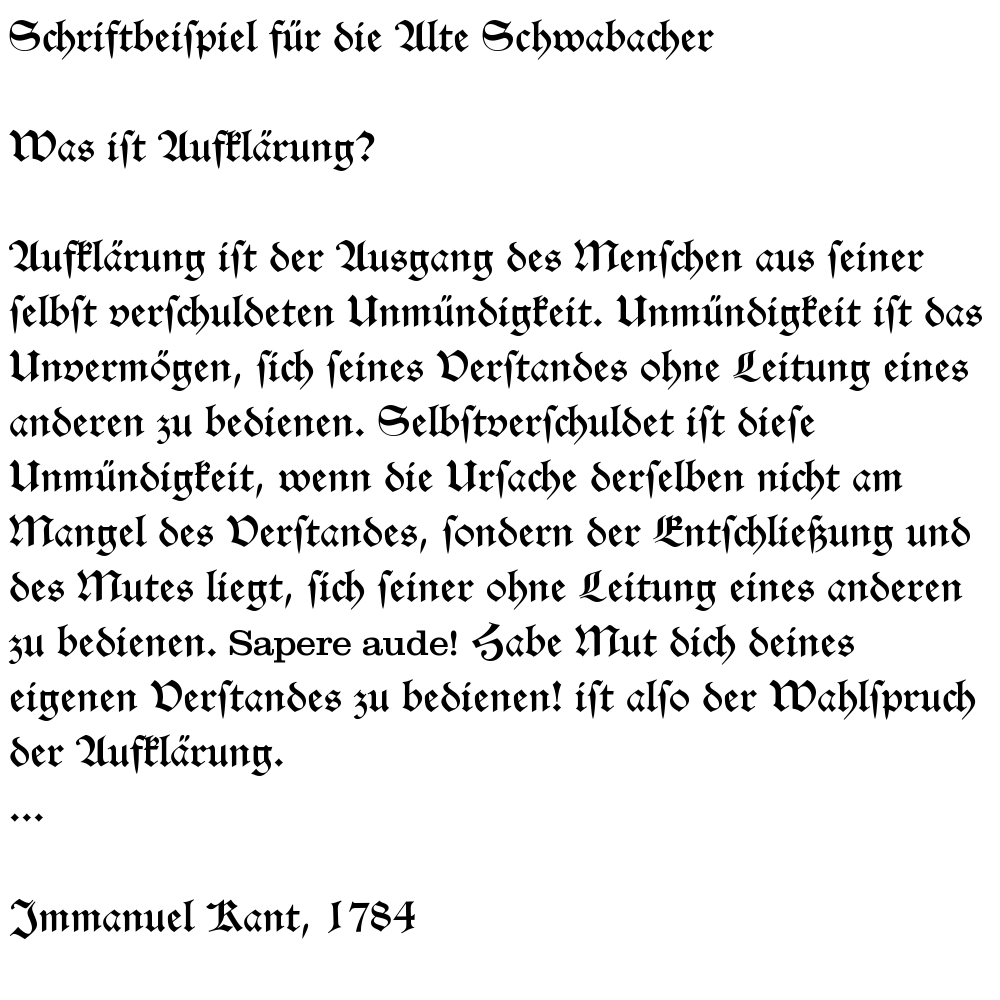
Цитата из Канта, набранная Швабахером

Швабахер, швабах (нем. Schwabacher) — разновидность готического письма, зародилась в XV веке. Ломаное письмо с округлёнными очертаниями некоторых букв. Этот шрифт доминировал в Германии с конца XV до середины XVI века, после чего был заменён на фрактуру, но оставался популярным до XX века.